# Roberto Azar
Roberto "Tim" Azar (n. 21 de marzo de 1966 en Lincoln, Buenos Aires, Argentina) es un exjugador de tenis y actual entrenador de ese deporte. Se desempeñó como profesional entre 1984 y 1994.
Su mejor resultado como profesional fue haber alcanzado la final del torneo de San Marino en 1989 donde perdió ante el español José Francisco Altur. Su mejor actuación en torneos de Grand Slam fue alcanzar la tercera ronda de Roland Garros en 1990.
Su único título challenger lo logró en Reggio Calabria en 1992 cuando derrotó en la final al español Alberto Berasategui, quien dos años más tarde alcanzaría la final del Torneo de Roland Garros.
Tras su retirada fue entrenador de juveniles argentinos y del tenista argentino Juan Ignacio Chela durante casi dos años.

## Torneos ATP (0)

### Individuales

#### Finalista (1)
| N.º | Fecha                | Torneo     | Superficie    | Oponente en la final | Resultado   |
| --- | -------------------- | ---------- | ------------- | -------------------- | ----------- |
| 1.  | 21 de agosto de 1989 | San Marino | Tierra batida | José Francisco Altur | 7-6 4-6 1-6 |

### Dobles

#### Finalista (1)
| N.º | Fecha              | Torneo | Superficie    | Pareja           | Oponentes en la final          | Resultado |
| --- | ------------------ | ------ | ------------- | ---------------- | ------------------------------ | --------- |
| 1.  | 6 de abril de 1987 | Bari   | Tierra batida | Marcelo Ingaramo | Christer Allgardh Ulf Stenlund | 3-6 3-6   |

### Challengers (1)
| N.º | Fecha                | Torneo          | Superficie    | Oponente en la final | Resultado |
| --- | -------------------- | --------------- | ------------- | -------------------- | --------- |
| 1.  | 5 de octubre de 1992 | Reggio Calabria | Tierra batida | Alberto Berasategui  | 6-4 6-2   |